# دنیس لنوا
دنیس لنوا (انگلیسی: Denis Lenoir؛ زادهٔ ۱۹۴۹) یک فیلم‌بردار اهل فرانسه است. وی از سال ۱۹۷۶ میلادی تاکنون مشغول فعالیت بوده‌است.

## فیلم‌شناسی
- Things to Come (۲۰۱۶)
- Une Enfance  (۲۰۱۵)
- هنوز آلیس (۲۰۱۴)
- بهشت (۲۰۱۴)
- Before the Winter Chill (۲۰۱۳)
- The Ultimate Accessory (۲۰۱۳)
- So Undercover (۲۰۱۲)
- Tous les soleils (۲۰۱۱)
- The Vintner's Luck (۲۰۰۹)
- قتل عادلانه (۲۰۰۸)
- فرشته (۲۰۰۷)
- ۸۸ دقیقه (۲۰۰۷)
- Time Bomb (۲۰۰۶)
- Entre ses mains (۲۰۰۵)
- کنترل (۲۰۰۴)
- The Clearing (۲۰۰۴)
- Boomtown (۲۰۰۲)
- Demonlover (۲۰۰۲)
- هوایی چنان پاک (۱۹۹۷)
- Beau fixe (۱۹۹۲)
- جزیره برگمن ۲۰۲۱